# 韓期姬
韓期姬（?—496年），昌黎郡昌黎县（今辽宁省义县）人，高樹生的夫人。

## 生平
韩期姬嫁與高樹生，在太和二十年（496年）生下高歡，不久即去世。太昌初年，韩期姬被追尊为勃海王国太妃。经过精心占卜选择墓地后，永熙二年四月己未朔廿七日乙酉（533年6月5日），韩期姬迁葬于成周东南，嵩岳北原。天保元年五月己未（550年6月10日），韩期姬的孙子齐文宣帝追尊韩期姬为文穆皇后。

## 族属
首都师范大学历史学院特聘教授张金龙认为，韩期姬或即匈奴出大汗氏所改。《魏书·官氏志》：“出大汗氏，后改为韩氏。”姚薇元考证此族为匈奴右谷蠡王之裔，即步大汗氏，步大汗为步六汗之误，亦即破落汗、破六汗、破六韩，高欢母韩期姬应该与北魏末发动六镇之乱的破六韩拔陵出自同一部族。